# DFV-Supercup
Der DFV-Supercup (auch Pokal des Deutschen Sportechos bzw. Sportecho-Supercup) war ein Wettbewerb des Deutschen Fußball-Verbandes der DDR (DFV). Hierbei traf 1989 der DDR-Meister Dynamo Dresden auf den FDGB-Pokalsieger BFC Dynamo, der das Spiel mit 4:1 gewann.
Der DFV-Supercup wurde nur einmal ausgetragen. Bereits 1988 existierten Planungen, einen solchen Wettbewerb durchzuführen, doch durch den Double-Gewinn des BFC Dynamo wurden diese vorerst wieder verworfen. Der Supercup 1989 diente gleichzeitig als Saisoneröffnung zur Spielzeit 1989/90 und fand im Cottbuser Stadion der Freundschaft vor 22.347 Zuschauern statt.
Nachdem der Nordostdeutsche Fußballverband (NOFV) im Verlauf der Fußballsaison 1990/91 den Spielbetrieb vom DFV übernommen hatte und in den Deutschen Fußball-Bund (DFB) eingegliedert worden war, wurde kein weiteres Supercupspiel für den Bereich des ehemaligen DFV ausgetragen. Stattdessen spielten der letzte DDR-Meister Hansa Rostock und der Pokalfinalist Eisenhüttenstädter FC Stahl im DFB-Supercup 1991 gegen den jeweiligen Vertreter des DFB-Bereiches.

## Ausgangslage
Dynamo Dresden war in der Saison 1988/89 souverän Meister geworden und hatte den Titelverteidiger BFC Dynamo nach zehn Jahren erstmals entthront. Mit acht Punkten (Zwei-Punkte-Regel) und einer wesentlich besseren Tordifferenz fiel der Vorsprung deutlich aus. Dafür konnte sich der BFC mit der Wiederholung des Pokalgewinns von 1988 schadlos halten. Mit 27:3 Toren in sechs Spielen stürmten die Berliner durch die Pokalsaison 1988/89 und hatten nur im Achtelfinale mit dem Zweitligisten Motor Schönebeck Anfangsschwierigkeiten, als eine Verlängerung zum 6:2-Sieg nötig war.
| Tabellenspitze Oberliga-Abschlusstabelle 1988/89 | Tabellenspitze Oberliga-Abschlusstabelle 1988/89 | Tabellenspitze Oberliga-Abschlusstabelle 1988/89 | Tabellenspitze Oberliga-Abschlusstabelle 1988/89 |               | Letzte BFC-Pokalergebnisse 1988/89      | Letzte BFC-Pokalergebnisse 1988/89 | Letzte BFC-Pokalergebnisse 1988/89 |
|                                                  | Mannschaft                                       | Tore                                             | Punkte                                           | Runde         | Paarung                                 | Erg.                               |                                    |
| 1.                                               | SG Dynamo Dresden                                | 61:26                                            | 40-12                                            | Viertelfinale | 1. FC Union Berlin – Berliner FC Dynamo | 0:2                                |                                    |
| 2.                                               | Berliner FC Dynamo                               | 51:32                                            | 32-20                                            | Halbfinale    | Berliner FC Dynamo – FC Rot-Weiß Erfurt | 6:1                                |                                    |
| 3.                                               | FC Karl-Marx-Stadt                               | 38:36                                            | 30-22                                            | Finale        | Berliner FC Dynamo – FC Karl-Marx-Stadt | 1:0                                |                                    |

## Spielstatistik
| Paarung            | Dynamo Dresden – Berliner FC Dynamo |
| Ergebnis           | 1:4 (0:1) |
| Datum              | 5. August 1989 |
| Stadion            | Stadion der Freundschaft, Cottbus |
| Zuschauer          | 25.935 |
| Schiedsrichter     | Klaus-Dieter Stenzel (Forst) |
| Tore               | 0:1 Bernd Schulz (29.) 0:2 Thomas Doll (60.) 0:3 Thomas Doll (74.) 0:4 Rainer Ernst (84.) 1:4 Matthias Sammer (88.) |
| Dynamo Dresden     | Ronny Teuber – Frank Lieberam – Detlef Schößler, Andreas Trautmann (46. Ralf Hauptmann), Uwe Kirchner, Matthias Döschner – Jörg Stübner, Hans-Uwe Pilz, Matthias Sammer – Ulf Kirsten, Torsten Gütschow (55. Uwe Jähnig) Cheftrainer: Eduard Geyer |
| Berliner FC Dynamo | Bodo Rudwaleit – Burkhard Reich – Waldemar Ksienzyk, Hendrik Herzog, Bernd Schulz, Marco Köller – Jörg Fügner (77. Jörn Lenz), Rainer Ernst, Heiko Bonan (77. Jörg Buder) – Thomas Doll, Andreas Thom Cheftrainer: Helmut Jäschke                  |

## Spielverlauf

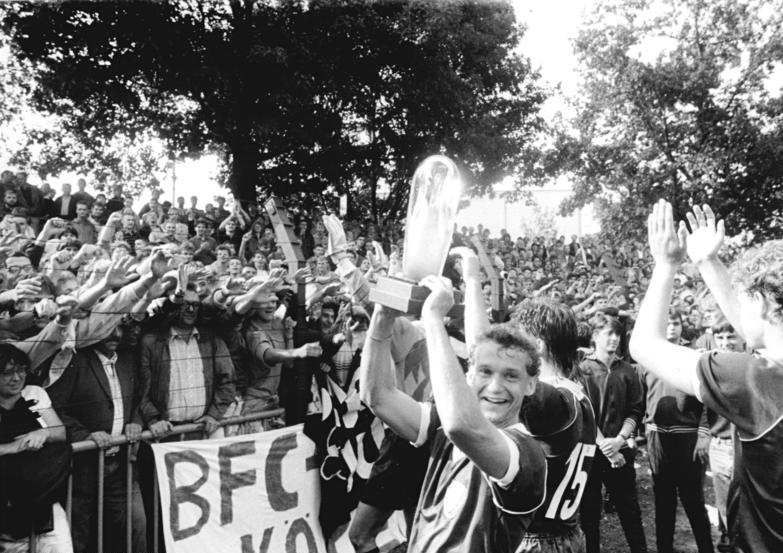
Heiko Bonan mit dem DFV-Supercup

Beide Mannschaften spielten das 1-4-3-2-System mit Libero und zwei Sturmspitzen. Auf beiden Seiten wurden die Neuzugänge, die Nationalspieler Detlef Schößler bei Dresden und Heiko Bonan bei Berlin, eingesetzt. Während Dresdens Trainer Geyer seine Bestbesetzung aufbieten konnte, fehlten beim BFC die bisherigen Stammkräfte Frank Rohde und Eike Küttner. Bei Dynamo Dresden überraschte die Nominierung des 30-jährigen Andreas Trautmann, der gerade erst eine Verletzung auskuriert hatte. Es war eine Verbeugung Geyers vor dem langjährigen Aktivposten der Dresdner, dem der Trainer den Karrierehöhepunkt Supercup nicht vorenthalten wollte.
Von Beginn an entwickelte sich ein temporeiches Spiel, angetrieben von den Dresdnern Schößler und Kirchner und den BFC-Spielern Ernst und Fügner. Zunächst fehlte es jedoch an zwingenden Kombinationen, da beide Seiten zu sehr auf Manndeckung bedacht waren. Mit zunehmender Spieldauer gewann der BFC Dynamo an Spielsicherheit, zeigte sich ideenreicher und flexibler als sein Gegner, dank einer hervorragenden Leistung seines neuen Mittelfeldakteurs Bonan. Aus der sicher stehenden Abwehr wurden immer wieder gefährliche Angriffe nach vorne getragen. So war es kein Zufall, dass Berlins Innenverteidiger Bernd Schulz nach 29 Minuten den Torreigen eröffnete. Es erwies sich, dass der Einsatz von Trautmann ein Fehler war. Seine Formschwäche brachte Unsicherheit in die Dresdner Abwehr, in der sich lediglich Kirchner hervortat.
Auch in der zweiten Halbzeit ließ das Spieltempo nicht nach. Die BFC-Sturmspitzen Doll und Thom lieferten sich erbitterte Zweikämpfe mit Schößler und Kirchner, wobei die Vorteile eindeutig bei den Berliner Angreifern lagen. Mit den Auswechslungen von Trautmann und Gütschow für Hauptmann und Jähnig erhoffte sich Dresdens Trainer Geyer mehr Sicherheit in der Abwehr und besseren Spielaufbau. Doch allein gegen den Trickreichtum von Thom und Doll war an diesem Tag nichts auszurichten. Innerhalb von 14 Minuten sorgten Dolls Tore für die vorzeitige Spielentscheidung, wobei der Strafstoß in der 74. Minute zum 3:0 umstritten war. Sechs Minuten vor Schluss machte BFC-Mittelfeldakteur Ernst mit dem 4:0 den Sieg für den Pokalsieger perfekt, Sammers Tor in der 88. Minute war lediglich Ergebniskosmetik.